# Джумаев, Сайдали
Сайдали Джумаев — советский хозяйственный, государственный и политический деятель.

## Биография
Родился в 1914 году в кишлаке Сабзихарв. Член ВКП(б) с 1944 года.
С 1934 года — на хозяйственной, общественной и политической работе. В 1934—1961 гг. — учитель начальной школы в Тавильдаринском районе, первый секретарь Сангворского РК ЛКСМ Таджикистана, заведующий отделом пропаганды и агитации Сангворского РК КП(б) Таджикистана, первый секретарь Гармского ОК ЛКСМ Таджикистана, первый секретарь Калай-Ляби-Обского, Таджикабадского райкомов, слушатель Республиканской партшколы при ЦК КП(б) Таджикистана, первый секретарь Оби-Гармского райкома, первый секретарь Гармского обкома КП Таджикистана, слушатель ВПШ при ЦК КПСС в Москве, первый секретарь Гармского РК КП Таджикистана.
Избирался депутатом Верховного Совета СССР 3-го и 4-го созывов.